# 科洛杰日诺耶农村居民点
科洛杰日诺耶农村居民点（俄语：Колодежанское сельское поселение）是俄罗斯联邦沃罗涅日州波德戈连斯基区所属的一个农村居民点。其下辖有2个居民点，行政中心为科洛杰日诺耶。据2016年统计，该农村居民点的人口为595人。